# Макаровский район (Сибирский край)
Макаровский район — район, существовавший в Сибирском крае РСФСР в 1926—1929 годах. Центр — село Макарово.
Макаровский район был образован 29 июня 1926 года в составе Киренского округа Сибирского края на территории бывшей Макаровской волости Киренского уезда Иркутской губернии.
Район по данным 1926 года включал 16 сельсоветов: Бурский, Воронинский, Змеиновский, Краснояровский, Криволуцкий, Кудринский, Лазаревский, Макаровский, Нижне-Карелинский, Панский, Потаповский, Рыковский, Скобельский, Ульканский, Хабаровский и Юксеевский.
В 1929 годуМакаровский район был упразднён, а его территория передана в новый Киренский район